# Tálknafjörður

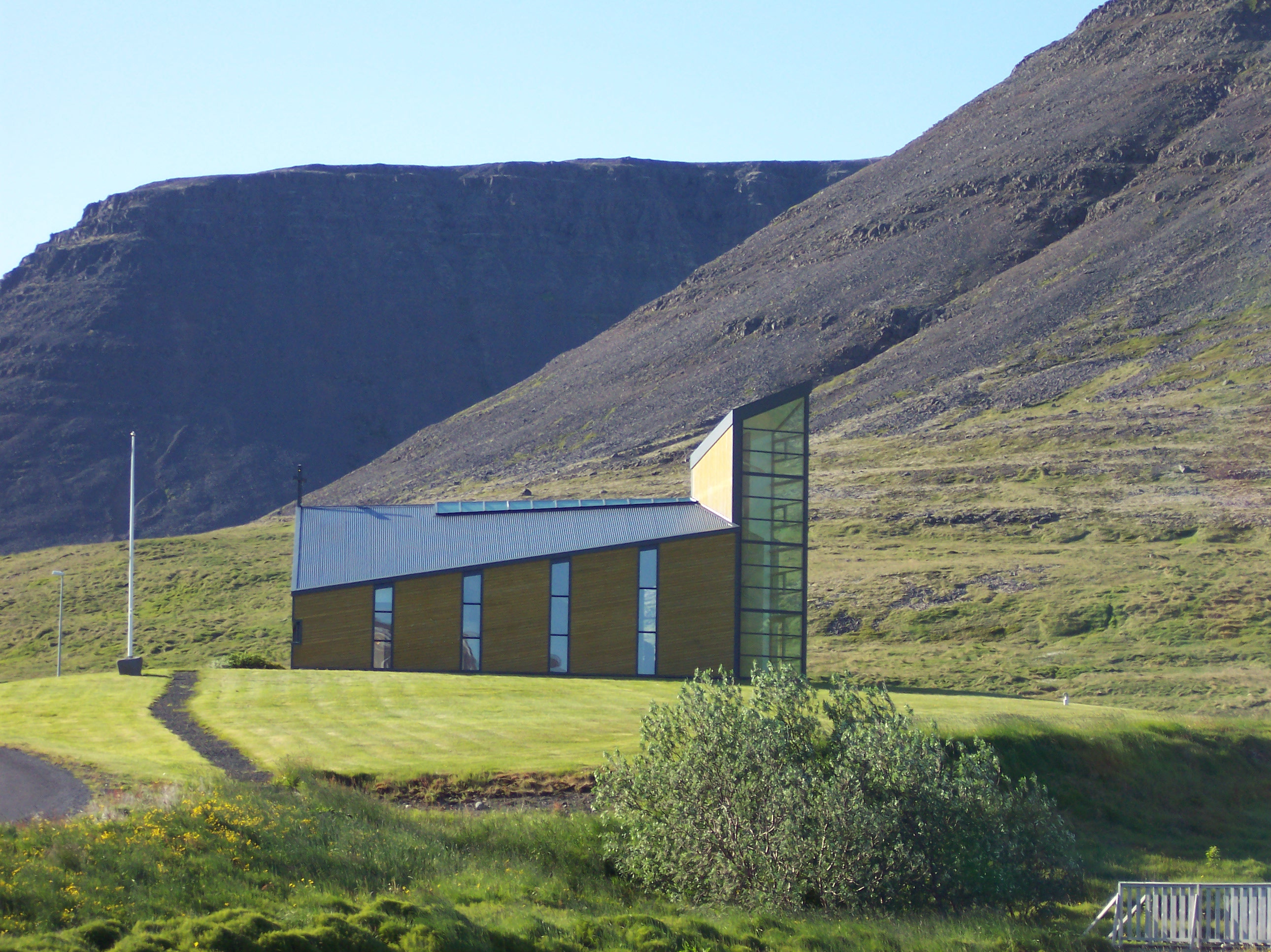
Tálknafjörðurs kyrka.

Tálknafjörður är en ort vid fjorden Tálknafjörður. Orten hade i januari 2021 248 invånare. Fisket är den främsta näringen. Torbjörn tálkni var den förste som bodde där. Han kom till Island från Hebriderna.

## Skog
Tálknafjörður är bland annat känt för skogen Guðmundarlundur, som planterades nära centrum med början år 1940. På flera ställen i byn och i utkanten skapades ytterligare småskogar, så att Talknafjörður inom en överskådlig framtid skulle kunna vara en av de mest skogbevuxna platserna på Island. Museet Minjasafn Egils Ólafssonar að Hnjóti grundades 1983. Det syftar på räddningen av den tolv man stora besättningen på en engelsk trålare 1947. Trålaren gick på grund nära Tálknafjörður, och eftersom besättningen inte kunde räddas från havet, firades lokala bönder nerför den 200 meter höga klippan och räddade alla.

## Kyrka

### Tálknafjarðarkirkja
Bygget av den moderna kyrkan Tálknafjarðarkirkja började den 6 maj 2000. Den invigdes av biskop Karl Sigurbjörsson den 6 maj 2002.
Cirka 5 km nordväst om Tálknafjörður ligger Stóra Laukadalur gård med kyrkan Stóra-Laugardalskirkja, som byggdes sommaren 1906,  bekostades av bonden Guðmundur Jónsson och invigdes den 3 februari 1907. Den var Tálknafjörðurs församlingskyrka fram till 2002.  Kyrkan med sin takryttare, som har varit kulturminnesmärkt sedan 1990, byggdes av trä som importerats från Norge och prefabricerats och sågats i storlek där. Den är 10,30 m lång och 7,74 m bred och tillbyggnaden är 2,30 m lång och 3,36 m bred. Årtalet 1701 syns på en av kyrkans två klockor och orgeln byggdes av Ísolf Pálsson omkring 1920. Altartavlan är en kopia av målningen "Nattvarden" av Leonardo da Vinci.
Stóra-Laugardalskirkja har 120 sittplatser och enligt traditionen stod dess predikstol ursprungligen i katedralen i Odense i Danmark och donerades till Stóra-Laugardalskirkja av en dansk köpman. Stóra-Laugardalskirkja har 120 platser och enligt traditionen stod dess predikstol ursprungligen i Odense katedral i Danmark och donerades till Stóra-Laugardalskirkja av en dansk köpman.